# يونوت يانكو
يونوت يانكو (بالرومانية: Ionuț Iancu)‏ مواليد 18 فبراير 1994 في بلويشت، هو لاعب كرة يد روماني يلعب كحارس مرمى. يلعب حاليا مع نادي سي إس إم بوخارست لكرة اليد ويحمل الرقم 1. مثل منتخب رومانيا لكرة اليد.

## الإنجازات
- الدوري الروماني لكرة اليد:
  - الميدالية الذهبية: 2013
  - الميدالية الفضية: 2015، 2016